# حصن الموشح
حصن الموشح أو حصن وشحة هو حصن تاريخي قديم يوجد بمديرية وشحة في محافظة حجة اليمنية.